# Jalakandapuram
Jalakandapuram (o Jalakantapuram) è una suddivisione dell'India, classificata come town panchayat, di 14.116 abitanti, situata nel distretto di Salem, nello stato federato del Tamil Nadu. In base al numero di abitanti la città rientra nella classe IV (da 10.000 a 19.999 persone).

## Geografia fisica
La città è situata a 11° 41' 60 N e 77° 52' 60 E e ha un'altitudine di 268 m s.l.m..

## Società

### Evoluzione demografica
Al censimento del 2001 la popolazione di Jalakandapuram assommava a 14.116 persone, delle quali 7.241 maschi e 6.875 femmine. I bambini di età inferiore o uguale ai sei anni assommavano a 1.506, dei quali 740 maschi e 766 femmine. Infine, coloro che erano in grado di saper almeno leggere e scrivere erano 9.928, dei quali 5.626 maschi e 4.302 femmine.